# Большая Загвоздка
Больша́я Загво́здка (фин. Ylä-Sakoska) — упразднённая деревня на территории Гатчинского муниципального округа Ленинградской области.
С 27 июня 2013 года присоединена к городу Гатчина.

## История
Широко распространена легенда о том, что название деревни даровал Пётр I. Якобы, когда он проезжал мимо будущей деревни, сломался царский тарантас, и Пётр воскликнул: «Ах, какая загвоздка вышла!».
Однако данная легенда является несостоятельной, так как деревня Зогозка на Хотчине упоминается среди населённых пунктов Богородицкого Дягиленского погоста по переписи 1500 года.
Деревня Sagoska обозначена на карте Ингерманландии А. И. Бергенгейма, составленной по материалам 1676 года.
Загоска упоминается и на карте Санкт-Петербургской губернии Я. Ф. Шмидта 1770 года.
На карте Санкт-Петербургской губернии 1792 года А. М. Вильбрехта она обозначена как деревня Загорка.
В современную форму название деревни трансформировалось при Павле I, тогда же произошло и разделение на 2 части — Большую Загвоздку и Малую Загвоздку (ныне — микрорайон Загвоздка в черте Гатчины).
Деревня являлась вотчиной императрицы Марии Фёдоровны из которой в 1806—1807 годах были выставлены ратники Императорского батальона милиции.
Деревня Большая Загвоска из 19 дворов, упоминается на «Топографической карте окрестностей Санкт-Петербурга» Военно-топографического депо Главного штаба 1817 года.
Деревня Большая Загвозка из 22 дворов, упоминается на «Топографической карте окрестностей Санкт-Петербурга» Ф. Ф. Шуберта 1831 года.

БОЛЬШАЯ ЗАГВОЗДКА — деревня принадлежит ведомству Гатчинского городового правления, число жителей по ревизии: 67 м. п., 59 ж. п. (1838 год)

Согласно карте Ф. Ф. Шуберта в 1844 году деревня Большая Загвоздка насчитывала 22 крестьянских двора.
В пояснительном тексте к этнографической карте Санкт-Петербургской губернии П. И. Кёппена 1849 года она записана как деревня Ylä Sakoska (Большая Загвоздка) и указано количество её жителей на 1848 год: савакотов — 74 м. п., 81 ж. п., всего 155 человек.

ЗАГВОЗДКА БОЛЬШАЯ — деревня Гатчинского дворцового правления, по просёлочной дороге, число дворов — 19, число душ — 57 м. п. (1856 год)

Согласно «Топографической карте частей Санкт-Петербургской и Выборгской губерний» в 1860 году деревня Большая Загвоздка состояла из 20 дворов.

ЗАГВОЗДКА БОЛЬШАЯ — деревня удельная при колодце, число дворов — 21, число жителей: 61 м. п., 78 ж. п. (1862 год)

Согласно карте 1879 года деревня называлась Большая Загвоздка и состояла из 20 крестьянских дворов.

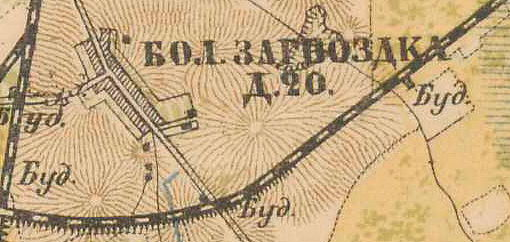
План деревни Большая Загвоздка. 1885 год

В 1885 году деревня насчитывала 20 дворов.
В конце XIX — начале XX века деревня административно относилась к Гатчинской волости 2-го стана Царскосельского уезда Санкт-Петербургской губернии. Население деревни было смешанным — финско-русским.

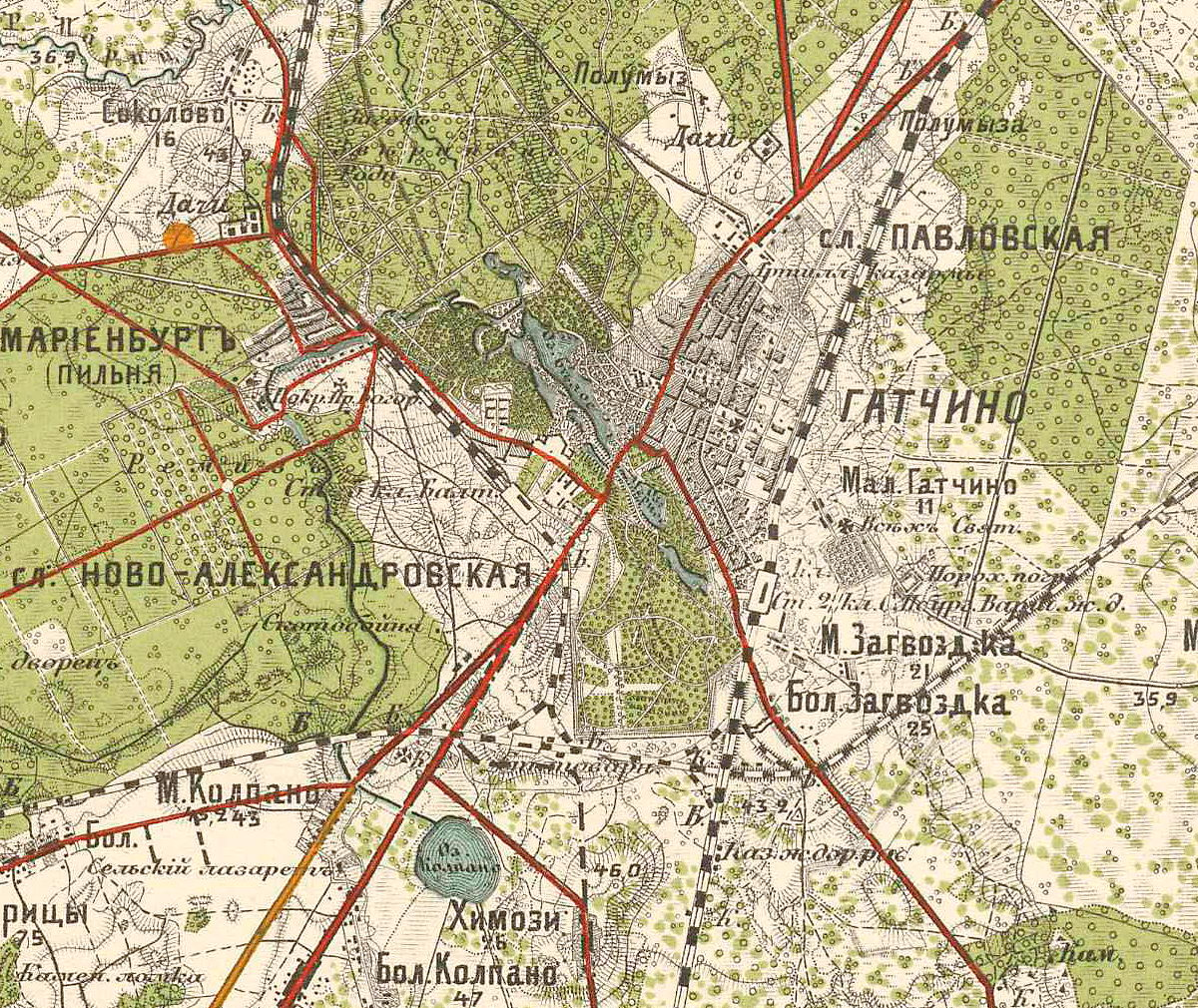
Большая Загвоздка на карте 1913 года

К 1913 году в Большой Загвоздке было 25 дворов.
В 1916 году деревни Большая и Малая Загвоздка были объединены и переименованы в посёлок Романово в честь 300-летия Дома Романовых. Однако данное название просуществовало всего один год.

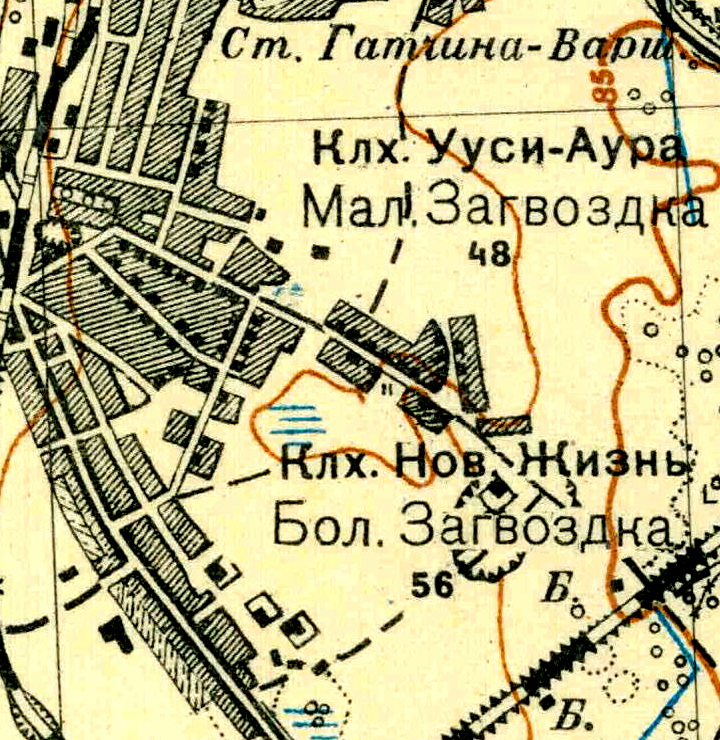
Деревни Малая и Большая Загвоздка. 1931 год

Согласно данным переписи населения СССР 1926 года в деревне Большая Загвоздка Замостьевского сельсовета Троцкой волости Троцкого уезда проживали 178 человек — большинство финны, а также русские, поляки и латыши.
По административным данным 1933 года деревня Большая Загвоздка входила в состав Колпанского финского национального сельсовета Красногвардейского района.
В 1930-е годы в деревне Большая Загвоздка располагался колхоз «Новая Жизнь», деревня насчитывала 56 дворов.
Деревня была освобождена от немецко-фашистских оккупантов 26 января 1944 года.
По данным 1966 года деревня Большая Загвоздка входила в состав Воскресенского сельсовета.
В 1997 году в деревне Большая Загвоздка, находящейся в административном подчинении города Гатчина, проживал 661 человек.
Численность населения на 2007 год — 239 человек.

## География
Находится на автомобильной дороге 41К-100 (Гатчина — Куровицы), которая в черте деревни называется улицей Ополченцев-Балтийцев. Вплотную примыкает к юго-восточной части Гатчины.
От Гатчины до Большой Загвоздки можно доехать на автобусах № 10, К-151, 534, К-534А, 538.

## Фото

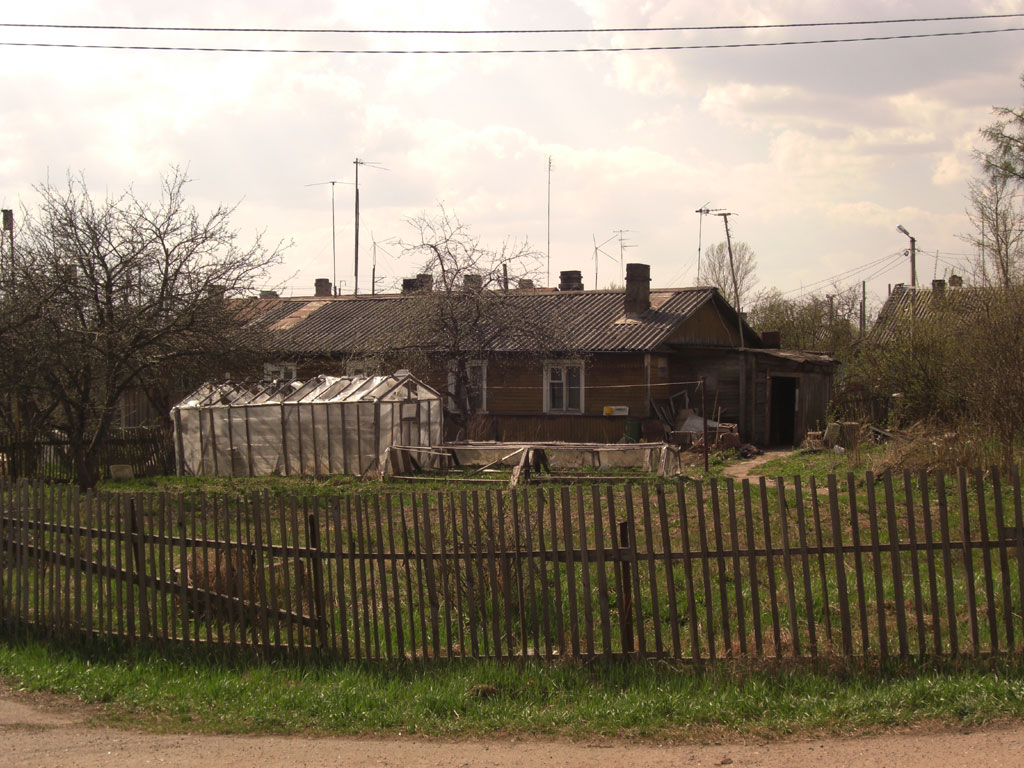
Жилой дом в Большой Загвоздке